# Khalid Yahya Blankinship
 (mars 2025).
Si vous disposez d'ouvrages ou d'articles de référence ou si vous connaissez des sites web de qualité traitant du thème abordé ici, merci de compléter l'article en donnant les références utiles à sa vérifiabilité et en les liant à la section « Notes et références ».
Khalid Yahya Blankinship (né en 1949 in Seattle dans l’État de Washington) est un historien américain spécialisé dans l’étude du Proche-Orient islamique.

## Biographie
Blankinship sort diplômé d'un Bachelor of Arts en Histoire de l’université de Washington en 1973 ; la même année, alors qu’il est encore à Seattle, il se convertit à l’Islam.
En 1975, Blankinship reçoit un Master of Arts (MA) en enseignement de l’anglais langue étrangère (en) de l’université américaine au Caire, puis en 1983 un second MA en Histoire islamique de l’université du Caire ; en 1988 il obtient enfin un doctorat en Histoire de  l’université de Washington. Il travaille comme consultant pour le documentaire diffusé sur PBS intitulé Muhammad: Legacy of a Prophet (« Mahomet, l’héritage d’un prophète », 2002), produit par Unity Productions Foundation.
Il a vécu et largement voyagé dans tout le Proche-Orient, notamment en Égypte et à la Mecque en Arabie saoudite. Il est actuellement professeur titulaire de religion à l’université Temple, à Philadelphie.